# Urospora echinocardii
Urospora echinocardii is een soort in de taxonomische indeling van de Myzozoa, een stam van microscopische parasitaire dieren. Het organisme komt uit het geslacht Urospora en behoort tot de familie Urosporidae. Urospora echinocardii werd in 1915 ontdekt door Pixell-Goodrich.